# 共有価値の創造
共有価値の創造（きょうゆうかちのそうぞう、英語：creating shared value、略称：CSV）とは、企業による経済利益活動と社会的価値の創出（ ＝ 社会課題の解決）を両立させること、およびそのための経営戦略のフレームワークを指す。

## 概要
企業の競争戦略を専門とするアメリカの経済学者マイケル・ポーターが2006年、米ハーバードビジネスレビュー誌の同年12月号に『Strategy and Society』と題する共著の論文の中で初めて提唱した経営戦略のフレームワークである。